# Protonuraghe Orgono

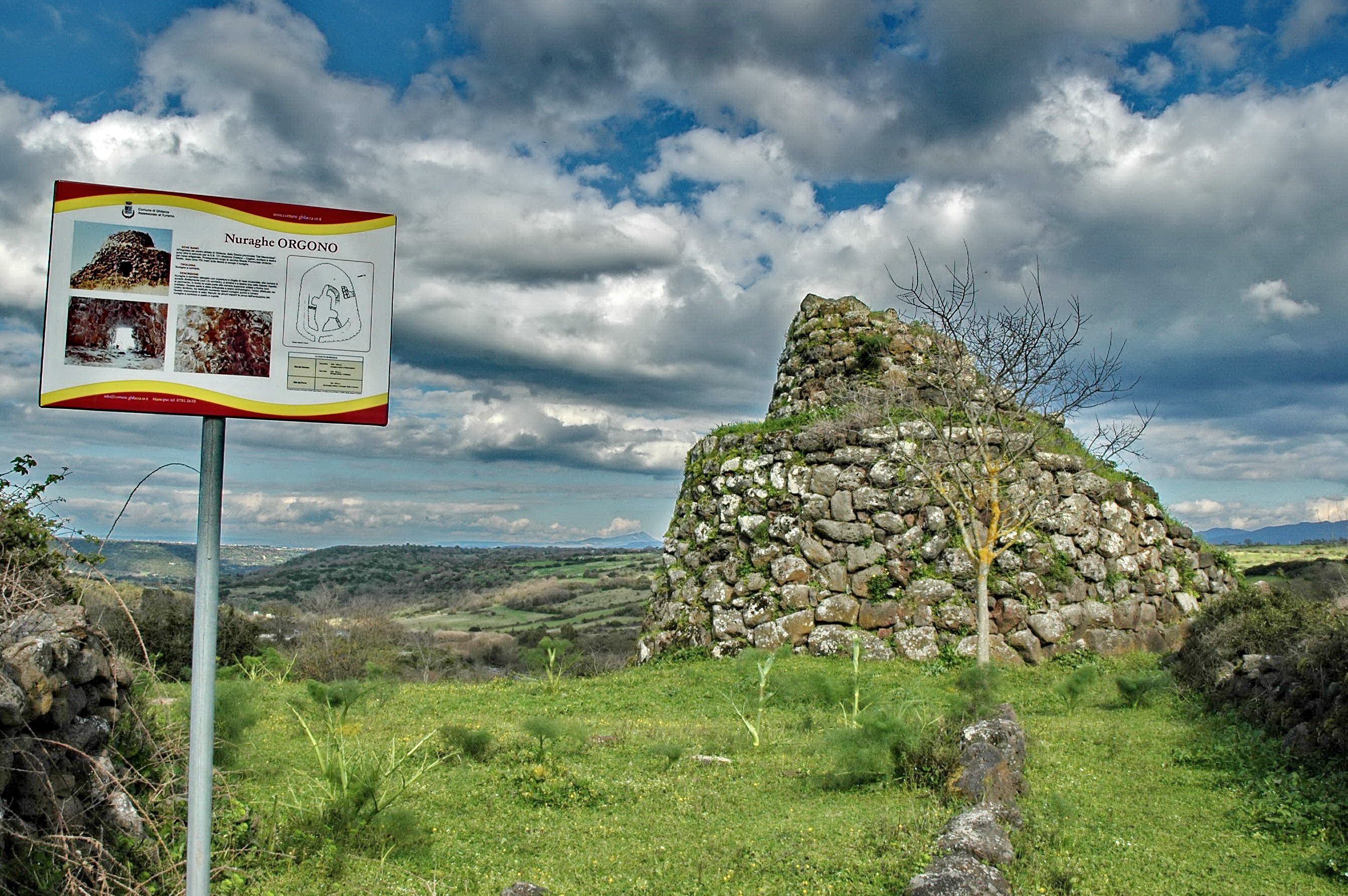
Protonuraghe Orgono

Die Protonuraghe Orgono bei Ghilarza in der Provinz Oristano auf Sardinien ist eine Proto- oder Korridornuraghe und eine Chimäre. Protonuraghen (auch Korridor- oder Pseudonuraghen, italienisch Nuraghe a corridoio) sind die Vor- oder Frühform der klassischen Turmbauten oder Tholosnuraghen (italienisch Nuraghe a tholos) der bronzezeitlichen Nuraghenkulturen Sardiniens. Sie ist in einem sehr guten Zustand, hat aber keine homogene Struktur, da sie in verschiedenen Epochen und mit verschiedenen Techniken erbaut wurde. 
Die in Zyklopentechnik erbaute Basis, mit großen fugenlos verarbeiteten Blöcken hat eine elliptische Kammer, mit umgekehrt-bootsförmiger Decke (Eselsrücken) und einige andere seltene Strukturen, wie eine Treppe, die von der zentralen Kammer ausgeht, sowie eine große Nische in der Außenwand, die keine Verbindung mit dem Inneren hat, also kein Fenster darstellt, und deren Funktion unbekannt ist. Diese altertümliche Nuraghe wurde später mit einer jüngeren Tholosnuraghe überbaut. 

## Zeitstellung
Die etwa 300 Protonuraghen auf Sardinien entstanden während der Phase B der zweiphasigen Bonnanaro-Kultur, die als Nachfolger der sowohl megalithischen als auch kupferzeitlichen Monte-Claro-Kultur etwa zwischen 1800 und 1500 v. Chr. herrschte.